# Lockmachine

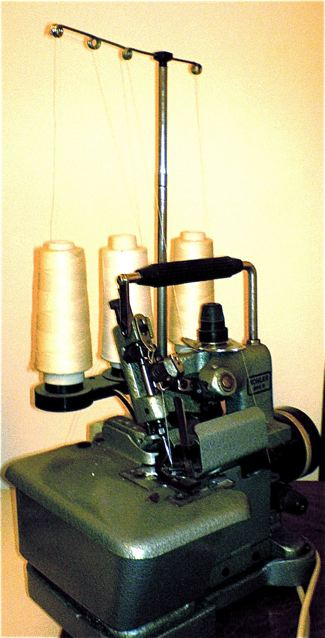
Lockmachine van het merk Köhler

Een lockmachine, overlockmachine of locker, ook wel kettingsteekmachine, is een soort naaimachine. Het verschil ligt in de techniek waarmee de steken worden gemaakt. Bij een lockmachine borgen de lusjes van één of meerdere draden elkaar; bij een naaimachine worden een boven- en onderdraad om elkaar heen geslagen met hulp van een kleine spoel.

## Verschil lockmachine en naaimachine
Zowel een lockmachine als een naaimachine heeft één of meerdere naalden met een oog vlak bij de punt, die een draad door een stuk textiel kunnen prikken. Aan de andere kant van de stof ontstaat dan een lusje. Bij een naaimachine wordt dat lusje vervolgens helemaal om een kleine spoel heen getrokken. Omdat er uit die spoel ook een draad komt, hebben we nu twee draden die om elkaar heen geslagen zijn. Doordat de lus helemaal om de spoel heen getrokken moet worden heeft de spoel maar een beperkte grootte, en moet dus vaker vervangen worden als de draad op raakt. De naaimachine creëert een stiksteek.

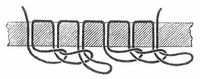
Kettingsteek met een fout in het midden

Bij een lockmachine is een kleine losse spoel niet nodig: het lusje dat door de stof werd getrokken wordt geborgd door een volgend lusje, dat lusje wordt op zijn beurt weer geborgd door een volgend lusje, enzovoort. In principe is één klos garen genoeg om zo te stikken; de machine maakt dan een kettingsteek.

Een gelockte kantafwerking van drie draden

De verschillende lussen die elkaar borgen kunnen ook van meerdere klossen garen afkomstig zijn. De meeste moderne lockmachines hebben vier grote klossen garen. Drie draden maken samen een kantafwerking, en de vierde draad naait daarnaast een kettingsteek, die een dragende naad vormt.

## Geschiedenis
De kettingsteekmachine werd oorspronkelijk ontwikkeld als borduurmachine en werd vroeger in gebruik genomen dan de naaimachine. Borduren is arbeidsintensiever dan stikken waardoor er een grotere behoefte bestond aan mechanisering van de eerste techniek. De eerste kettingsteekmachine werd gepatenteerd in 1866 door Hartmann, Johann Michael Schatz en Michael Schittli. Bij deze machine lag de stof vast en werd de naald bestuurd. Er werd één naald gebruikt. De machine werd achtereenvolgens gefabriceerd door Albert Fürnkorn en G. F. Schmidt te Weingarten (Zwitserland), later door Albert Voigt te Kappel bij Chemnitz. Een verbeterde versie werd gepatenteerd in 1869 en gefabriceerd door Heinrich Schatz.
De kettingsteekmachine van Ernst Bourry uit Sankt Gallen maakte gebruik van meerdere naalden. Ook hier lag de stof vast en werd de naald bestuurd. Deze machine werd in 1866 ontwikkeld en gefabriceerd door J.J. Rieter uit Winterthur. Hij werd op de markt gebracht vanaf 1870 en tot circa 1890 gebruikt.
Bij de volgende generatie kettingsteekmachines werd niet de naald maar de over een spanraam gespannen stof bestuurd, met behulp van een hendel. De draad werd door de stof getrokken met behulp van een haaknaald. Deze machine werd ontwikkeld door Antoine Bonnaz (1836-1915), het patent dateerde uit 1863. In 1865 verkocht hij het principe aan Emile Cornély (1824-1913) te Parijs. Deze machine wordt ook wel de Cornélymachine of Kurbelmachine (naar het Duitse woord voor ‘hendel’) genoemd. De techniek werd zeer succesvol en door verschillende fabrikanten overgenomen. De naam Cornely werd uiteindelijk gebruikt voor al het machinaal tot stand gekomen kettingsteekborduurwerk.

## Voordelen

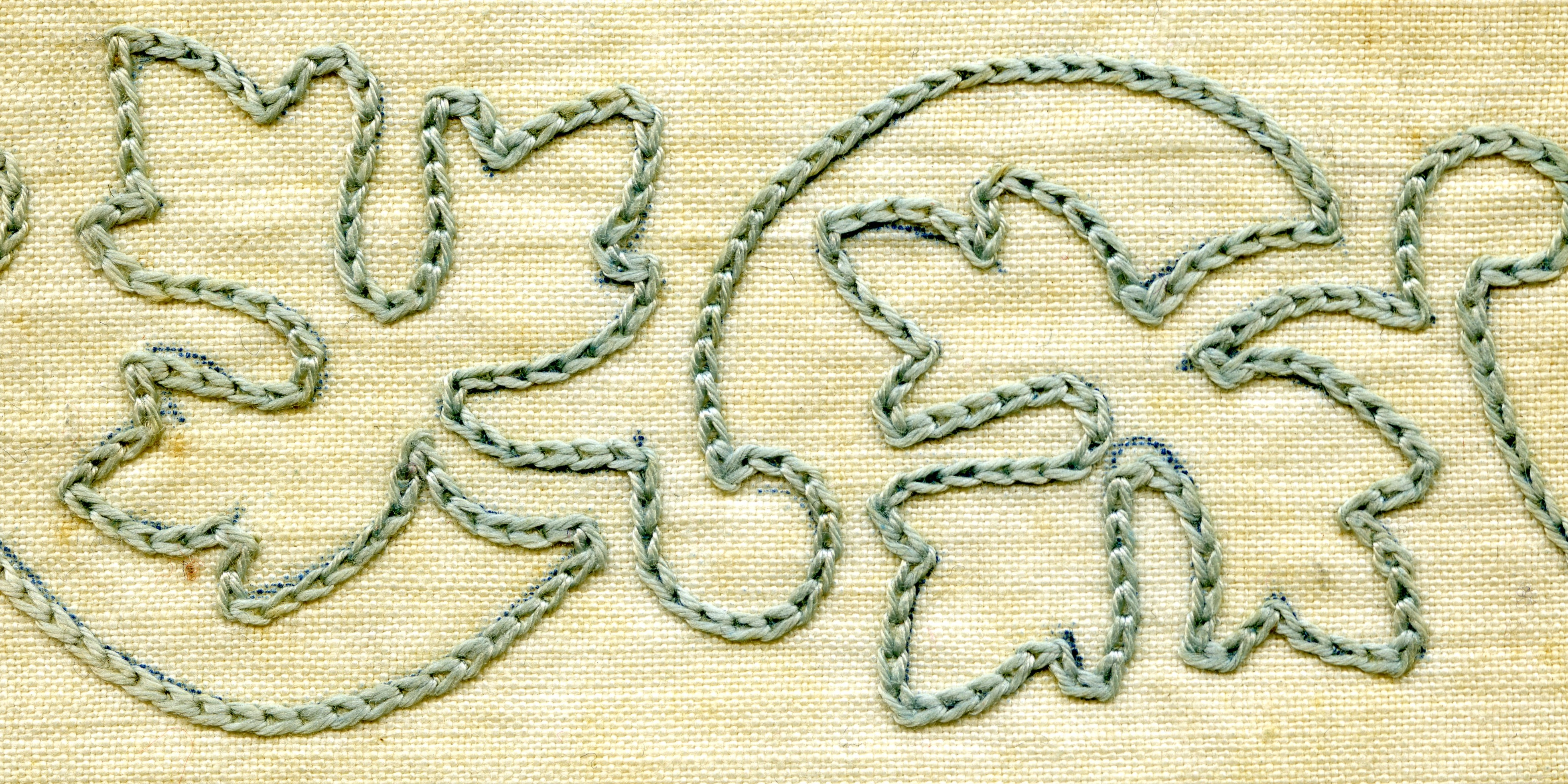
Voorzijde van kettingsteekborduurwerk

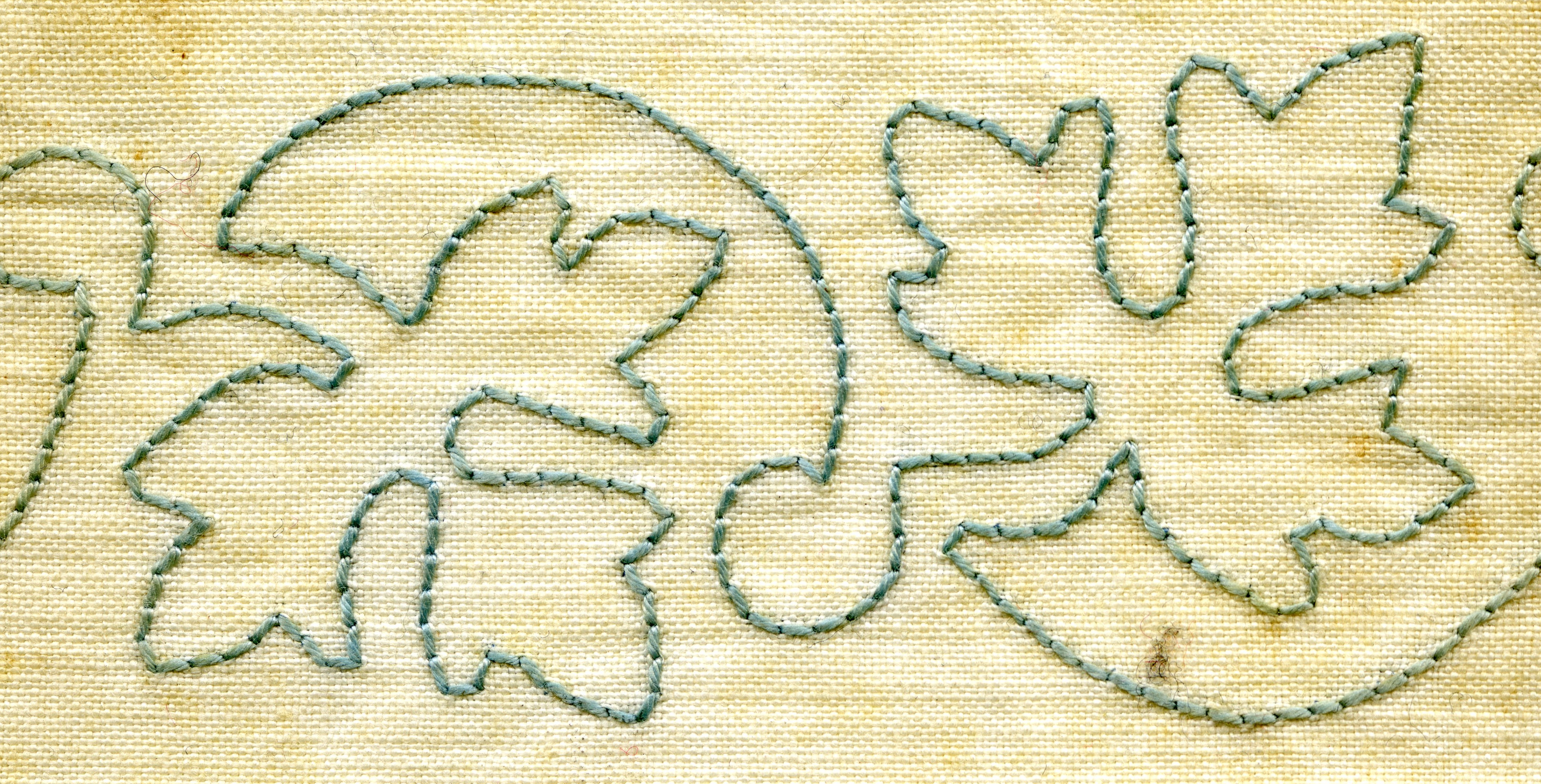
Achterzijde van kettingsteekborduurwerk

Een lockmachine heeft enkele grote voordelen boven de naaimachine die met een spoeltje werkt:
- Er hoeft niet telkens opnieuw een spoel vervangen te worden.
- De lockmachine kan veel sneller naaien. Omdat het lusje dat door de stof getrokken wordt veel kleiner is wordt de draad veel minder hard door het oog van de naald heen en weer getrokken. Er gaat immers niet een hele spoel doorheen, maar alleen maar een ander lusje. Hierdoor worden er minder hoge eisen aan de garen (gladheid, sterkte) gesteld, er kan bijvoorbeeld ook met bouclégaren worden gestikt.
- Een lockmachine beschikt vaak over messen die de stofresten bij de naad weg snijden. Daardoor ontstaat in één beweging een afgewerkte en afgestikte naad.
- De lijn van kettingsteken is dikker en leent zich daarom goed voor machinaal borduren, waarbij hele vlakken kunnen worden opgevuld.

## Nadelen
De nadelen van een lockmachine ten opzichte van de naaimachine zijn:
- De lockmachine gebruikt veel meer garen om een even lang stiksel te maken.
- Een lockmachine kan alleen vooruit stikken.
- De naad kan direct worden losgetrokken door aan het einde van de draad te trekken (bij tijdelijk werk is dat een voordeel).

Vanwege de genoemde voordelen worden lockmachines veel gebruikt bij de grootschalige productie van kleding en voor machinaal borduurwerk.